# Bernhard Schreiber
Karl Friedrich Bernhard Schreiber (* 19. September 1833 in Dresden; † 5. März 1894 ebenda) war ein deutscher Architekt.

## Leben

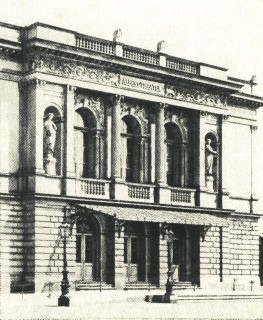
Albert-Theater, 1875

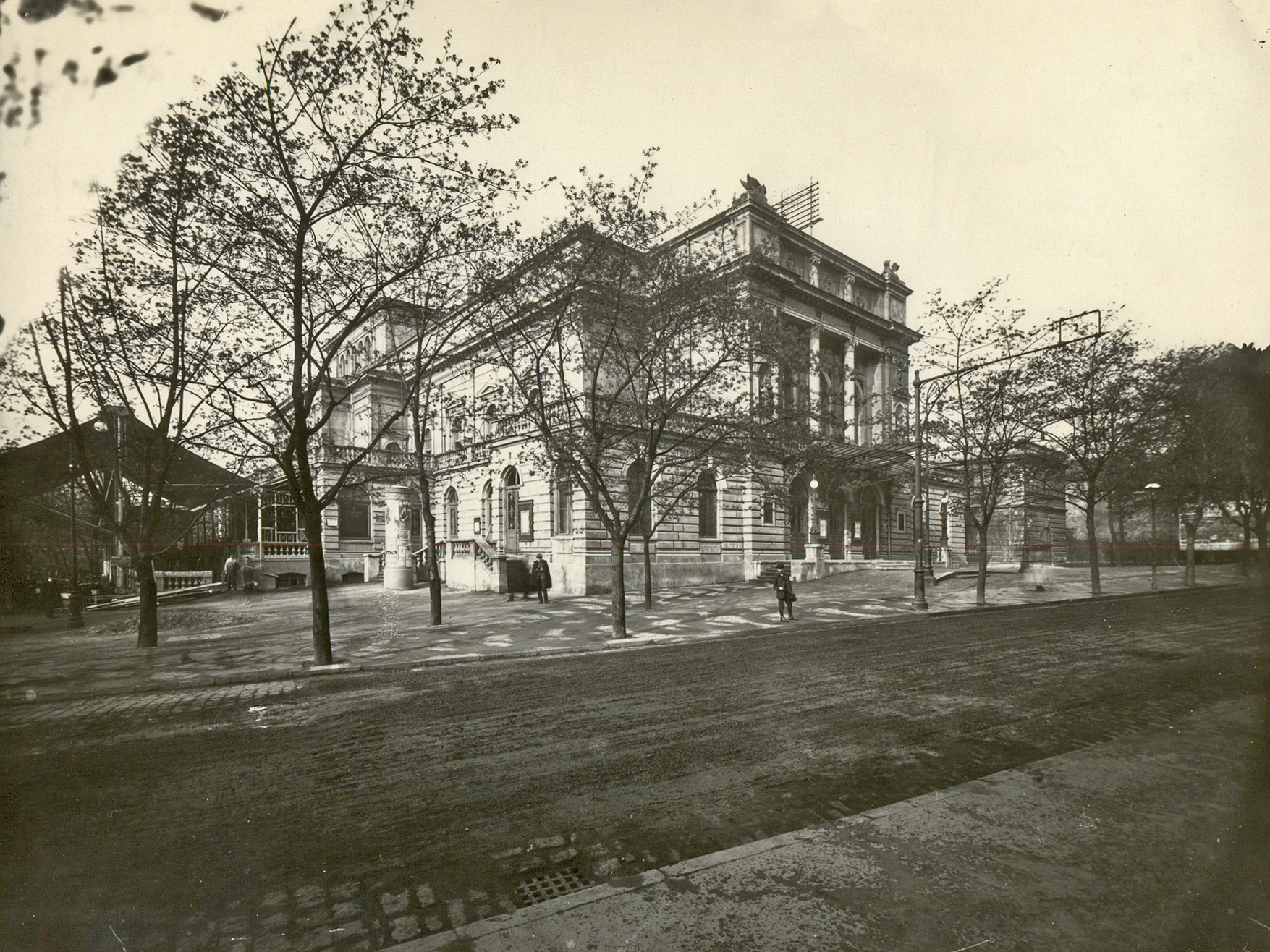
Altes Stadttheater von Teplitz (1874–1919)

Schreiber studierte an der Dresdner Kunstakademie bei Hermann Nicolai. Zwischen 1858 und 1866 arbeitete er in Sozietät mit dem Architekten Ernst Giese. Er war für einen „[e]ngen Anschluss an Nicolai“ und für die „frühe Verwendung der deutschen Renaissance“ bekannt.
Schreiber starb 1894 in Dresden und wurde auf dem Alten Annenfriedhof beigesetzt.

## Bauten
- 1862/1870: Gauernitz, Umbau des Schlosses im Stil der sächsischen Renaissance (mit Ernst Giese)[1]
- 1868: Dresden, Umbau der „Loge zu den ehernen Säulen“ an der Bautzner Straße 19 im Stil der Nicolai-Schule mit einer Pilasterarchitektur[1]
- 1868/1869: Dresden, Villa Pilz, Parkstraße 4[1]
- 1871/1873: Dresden, Albert-Theater
- 1872/1874: Dresden, Palais Kap-herr, Parkstraße 7
- 1872/1874: Teplitz, Altes Stadttheater (Bauleitung:Hermann Rudolph)[3]
- 1872/1874: Dresden, Villa Tasch, Bernhardstraße 6
- 1884/1885: Constappel, Umbau der Kirche Constappel